# Raposo Tavares (distrito de São Paulo)
Raposo Tavares es un distrito ubicado en la zona oeste de la ciudad de Sao Paulo, Brasil. Administrativamente pertenece a la subprefectura de Butantã. 

## Distritos limítrofes
- Municipio de Osasco (noroeste).
- Rio Pequeno y Butantã (noreste).
- Vila Sônia (este).
- Municipio de Taboão da Serra (sur).